# Долговська сільська рада (Новичихинський район)
До́лговська сільська рада (рос. Долговский сельский совет) — сільське поселення у складі Новичихинського району Алтайського краю Росії.
Адміністративний центр — село Долгово.

## Населення
Населення — 540 осіб (2019; 712 в 2010, 864 у 2002).

## Склад
До складу сільської ради входять:
| Населений пункт    | Населення, осіб (2002) | Населення, осіб (2010) |
| ------------------ | ---------------------- | ---------------------- |
| Долгово, село      | 652                    | 574                    |
| Ільїнський, селище | 212                    | 138                    |